# Daihatsu Compagno
Daihatsu Compagno (яп. ダイハツ・コンパーノ, Компаньо) — компактный автомобиль, производившийся компанией Daihatsu между 1963 и 1970 годами. Compagno был разработан в нескольких кузовах, и появился до приобретения Daihatsu компанией Toyota в 1967 году. Он был доступен в кузовах двух- и четырёхдверного седана, двухдверного пикапа, трёхдверного фургона для доставок и кабриолет. Первый прототип Compagno был представлен на 8-м Токийском автосалоне 1961 года и имел дизайн, напоминающий Fiat 1800/2100. Прототип имел не очень хорошо сбалансированный дизайн, и серийная модель выглядело совсем по другому. Compagno использовал шасси лестничного типа, вместо более современной, с торсионными рычагами подвески спереди и полу-эллиптическими рессорами на заднем мосту.

## История
Всего было выпущено 120000 автомобилей  между 1963 и 1970 годами. Первой моделью, появившейся в апреле 1963 года, был Compagno Light Van - легкий коммерческий автомобиль (F30V). Он был доступен в комплектациях Standard либо Deluxe. Два месяца спустя появился Compagno Wagon (F30), дорогой и более комфортный пассажирский вариант. Стоимость новой модели была более чем на двадцать процентов выше Standard Light Van, она была первым пассажирским автомобилем производства Daihatsu. В ноябре 1963 года появился двухдверный седан японской разработки, названный «Berlina» и имевший шасси с кодом F40. Он был доступен в комплектациях Standard и Deluxe, по цене примерно был наравне с Light Van и Wagon. Модель Deluxe имела приборную панель в итальянском стиле, установленную Vignale, в комплекте с трехспицевым рулем Nardi.
В апреле 1965 года появился Compagno Spider, с новым, более мощным 1000-кубовым двигателем. Объём двигателя был изначально ниже 1000 куб.см, чтобы стоимость транспортного налога для японских покупателей был приемлемым. Spider с двумя карбюраторами имел мощность 65 л.с. (48 кВт). Месяц спустя мощный двигатель также устанавливался на Berlina, и появилась новая четырёх-дверная модель (только с большим двигателем). Эта модель имела на 60 мм длиннее колёсную базу. 1000 Berlina с одним карбюратором имела мощность 65 л.с. (48 кВт). В октябре 1965 года появился F31P Compagno Truck, малый пикап грузоподъемностью 500 кг. Следом, в ноябре появился Compagno 1000 GT, двух-дверная Berlina с мощным двигателем от Spider. В апреле 1967 года стала доступна двух-скоростная автоматическая коробка передач.
В мае 1967 года у Compagno произошел фейслифтинг, с новой головной и задней оптикой и новой решеткой. Крылья также были изменены для упрощения производства. Появилась четырёх-дверная версия Super Deluxe, в то время как Spider и GT получили передние дисковые тормоза. Среди последних обновлений были 1000 GT Injection, с механическим впрыском топлива, пусть и не большей мощности, чем у существующих двух-карбюраторных версий. В апреле 1968 года передняя решетка была снова изменена, стала черной для Spider и GT. Super Deluxe получила хромированную отделку на задней панели. В апреле 1969 года появился преемник, Daihatsu Consorte, имевший 1-литровый двигатель и кузов Toyota Publica KP30. Daihatsu стал зависеть от Toyota в разработке компактных автомобилей.

## Модели
- 1963—1967 Compagno 800 Van, с двигателем объемом 797 cм3 мощностью 41 л.с. (30 кВт) трёхдверный фургон F30V.
- 1963—1967 Compagno 800 Berlina, с двигателем объемом 797 cм3 мощностью 41 л.с. (30 кВт) двухдверный седан F40.
- 1965—1970 Compagno 1000 Berlina, с двигателем объемом 958 cм3 мощностью 55 л.с. (40,5 кВт) двух- либо четырёхдверный седан F40 — позже модели имели 58-сильный (43 кВт) двигатель. Версия GT выпускалась с двигателем от Compagno Spider мощностью 65 л.с. (48 кВт)
- 1965—1969 Compagno 1000 Truck, с двигателем объемом 958 cм3 мощностью 55 л.с. (40,5 кВт) двухдверный пикап F31P
- 1965—1969 Compagno Spider 1000, с двигателем объемом 958 cм3 мощностью 65 л.с. (48 кВт) кабриолет F40K

Максимальная скорость составляла 110 км/ч для 800-кубовой модели, 130—145 км/ч для 1000-кубовых моделей. Поздние Spider и GT имели двигатели со впрыском.
В 1964 году он поступил в продажу в Великобритании как первый японский автомобиль, который поступил там в продажу. Также он продавался на многих других европейских рынках. В Австралии он продавался до изменения импортных пошлин в 1968 году, который сделали бы автомобиль слишком дорогим. Daihatsu вернулся на австралийский рынок легковых автомобилей в 1972 году с Max 360X.